# 11935 Olakarlsson
11935 Olakarlsson è un asteroide della fascia principale. Scoperto nel 1993, presenta un'orbita caratterizzata da un semiasse maggiore pari a 2,7741364 UA e da un'eccentricità di 0,1884237, inclinata di 3,81153° rispetto all'eclittica.